# Campionato di Formula Regional Oceania 2023
Il Campionato di Formula Regional Oceania 2023 è stata la stagione inaugurale della Formula Regional Oceania, in precedenza il campionato era noto come la Toyota Racing Series, arrivato alla diciottesima edizione. La serie, rinominata diventa un campionato Regional completamente certificato FIA. La serie viene come in passato finanziata dalla Toyota e da Castrol.
Per la serie è un ritorno alla normalità dopo la cancellazione della stagione 2022 a causa della Pandemia di COVID-19 e la stagione 2021 dove hanno partecipato solo piloti provenienti della Nuova Zelanda.

## Team e Piloti
Tutti i piloti utilizzano la vettura, Tatuus FT-60 alimentata dai motori Toyota, turbocompressi da 2.0L.
| Team                     | #   | Piloti              | Stato | Gare  |
| ------------------------ | --- | ------------------- | ----- | ----- |
| Kiwi Motorsport          | 5   | Lucas Fecury        | R     | Tutti |
| Kiwi Motorsport          | 8   | Tom McLennan        | R     | Tutti |
| Kiwi Motorsport          | 21  | Josh Mason          |       | Tutti |
| Kiwi Motorsport          | 51  | Jacob Abel          |       | Tutti |
| Kiwi Motorsport          | 86  | Brendon Leitch      |       | 4     |
| Kiwi Motorsport          | 98  | James Penrose       | R     | Tutti |
| M2 Competition           | 7   | Charlie Wurz        | R     | Tutti |
| M2 Competition           | 17  | Callum Hedge        | R     | Tutti |
| M2 Competition           | 18  | Laurens van Hoepen  |       | 4-5   |
| M2 Competition           | 23  | Liam Sceats         | R     | Tutti |
| M2 Competition           | 77  | David Morales       | R     | Tutti |
| M2 Competition           | 101 | Ryder Quinn         | R     | Tutti |
| Giles Motorsport         | 15  | Kaleb Ngatoa        |       | 4-5   |
| Giles Motorsport         | 26  | Louis Foster        |       | 3-5   |
| Giles Motorsport         | 36  | Adam Fitzgerald     |       | 3-5   |
| Giles Motorsport         | 55  | Breanna Morris      | R W   | Tutti |
| Giles Motorsport         | 66  | Ryan Shehan         | R     | Tutti |
| Giles Motorsport         | 88  | Chloe Chambers      | W     | Tutti |
| Hamilton Motorsport Ltd. | 4   | Billy Frazer        |       | 3-4   |
| Hamilton Motorsport Ltd. | 84  | Chris van der Drift |       | 4     |

- La scuderia mtec Motorsport aveva pianificato di schierare più vetture, ma in seguito ha confermato di aver ritirato la loro iscrizione.

## Calendario e risultati
La stagione è formata da cinque round tutti in Nuova Zelanda.
| Round | Round | Circuito                                                        | Data           | Pole Position      | Giro veloce        | Vincitore          | Team vincente    | Note   |
| ----- | ----- | --------------------------------------------------------------- | -------------- | ------------------ | ------------------ | ------------------ | ---------------- | ------ |
| 1     | G1    | Highlands Motorsport Park                                       | 13-15 gennaio  | Callum Hedge       | Callum Hedge       | Callum Hedge       | M2 Competition   | [ 18 ] |
| 1     | G2    | Highlands Motorsport Park                                       | 13-15 gennaio  |                    | James Penrose      | James Penrose      | Kiwi Motorsport  | [ 18 ] |
| 1     | G3    | Highlands Motorsport Park                                       | 13-15 gennaio  | Callum Hedge       | Charlie Wurz       | David Morales      | M2 Competition   | [ 18 ] |
| 2     | G1    | Teretonga Park                                                  | 20-22 gennaio  | Callum Hedge       | Callum Hedge       | Charlie Wurz       | M2 Competition   | [ 19 ] |
| 2     | G2    | Teretonga Park                                                  | 20-22 gennaio  |                    | Callum Hedge       | Callum Hedge       | M2 Competition   | [ 19 ] |
| 2     | G3    | Teretonga Park                                                  | 20-22 gennaio  | Charlie Wurz       | Josh Mason         | Charlie Wurz       | M2 Competition   | [ 19 ] |
| 3     | G1    | Circuito di Manfeild                                            | 27-29 gennaio  | Charlie Wurz       | Louis Foster       | Louis Foster       | Giles Motorsport | [ 20 ] |
| 3     | G2    | Circuito di Manfeild                                            | 27-29 gennaio  |                    | Louis Foster       | Josh Mason         | Kiwi Motorsport  | [ 20 ] |
| 3     | G3    | Circuito di Manfeild                                            | 27-29 gennaio  | Charlie Wurz       | Louis Foster       | James Penrose      | Kiwi Motorsport  | [ 20 ] |
| 4     | G1    | Hampton Downs Motorsport Park (Gran Premio della Nuova Zelanda) | 3-5 febbraio   | Laurens van Hoepen | Kaleb Ngatoa       | Kaleb Ngatoa       | Giles Motorsport | [ 21 ] |
| 4     | G2    | Hampton Downs Motorsport Park (Gran Premio della Nuova Zelanda) | 3-5 febbraio   |                    | Louis Foster       | Charlie Wurz       | M2 Competition   | [ 21 ] |
| 4     | G3    | Hampton Downs Motorsport Park (Gran Premio della Nuova Zelanda) | 3-5 febbraio   | Laurens van Hoepen | Laurens van Hoepen | Laurens van Hoepen | M2 Competition   | [ 21 ] |
| 5     | G1    | Taupo Motorsport Park                                           | 10-12 febbraio | Callum Hedge       | Laurens van Hoepen | Callum Hedge       | M2 Competition   | [ 22 ] |
| 5     | G2    | Taupo Motorsport Park                                           | 10-12 febbraio |                    | Chloe Chambers     | Chloe Chambers     | Giles Motorsport | [ 22 ] |
| 5     | G3    | Taupo Motorsport Park                                           | 10-12 febbraio | Charlie Wurz       | David Morales      | Charlie Wurz       | M2 Competition   | [ 22 ] |

## Classifiche

### Sistema di punteggio
Gara (partenza dalla griglia di partenza dalle qualifiche)
| Posizione | 1° | 2° | 3° | 4° | 5° | 6° | 7° | 8° | 9° | 10° | 11° | 12° | 13° | 14° | 15° | 16° | 17° | 18° | 19° | 20° |
| Punti     | 35 | 31 | 27 | 24 | 22 | 20 | 18 | 16 | 14 | 12  | 10  | 9   | 8   | 7   | 6   | 5   | 4   | 3   | 2   | 1   |

Gara a griglia invertita
| Posizione | 1° | 2° | 3° | 4° | 5° | 6° | 7° | 8° | 9° | 10° | 11° | 12° | 13° | 14° | 15° |
| Punti     | 20 | 18 | 16 | 14 | 12 | 10 | 9  | 8  | 7  | 6   | 5   | 4   | 3   | 2   | 1   |

### Classifica Piloti
| Pos                                         | Piloti              | HMP | HMP | HMP | TER | TER | TER | MAN | MAN | MAN | HDM | HDM | HDM | TAU | TAU | TAU | Pts |
| ------------------------------------------- | ------------------- | --- | --- | --- | --- | --- | --- | --- | --- | --- | --- | --- | --- | --- | --- | --- | --- |
| 1                                           | Charlie Wurz        | 2   | 4   | 2   | 1   | 4   | 1   | 9   | 6   | 6   | 8   | 1   | 7   | 5   | 3   | 1   | 343 |
| 2                                           | Callum Hedge        | 1   | 6   | 12  | 2   | 1   | 2   | 2   | 7   | 2   | 3   | 18  | 3   | 1   | 6   | 4   | 329 |
| 3                                           | Jacob Abel          | 6   | 2   | 6   | 3   | 6   | 5   | 3   | 4   | 4   | 7   | 2   | 8   | Rit | 9   | 6   | 265 |
| 4                                           | Liam Sceats         | 5   | Rit | 3   | 6   | 5   | 3   | Rit | 8   | 3   | 11  | 7   | 6   | 4   | 5   | 5   | 245 |
| 5                                           | James Penrose       | 8   | 1   | 8   | 5   | 7   | 12  | 5   | 5   | 1   | 15  | 11  | 13  | Rit | 10  | 3   | 214 |
| 6                                           | David Morales       | 3   | 5   | 1   | 9   | Rit | Rit | 4   | 9   | 5   | 10  | 10  | 9   | 14  | 13  | 10  | 200 |
| 7                                           | Ryder Quinn         | 7   | 3   | 4   | 7   | 3   | 7   | 13  | 13  | 7   | 9   | 17  | 10  | 9   | 8   | 13  | 199 |
| 8                                           | Josh Mason          | 4   | 9   | DS  | 4   | 8   | 4   | 6   | 1   | Rit | 13  | 9   | 12  | 7   | 15  | 16  | 186 |
| 9                                           | Chloe Chambers      | 9   | 7   | 5   | 10  | 9   | 8   | 8   | 14  | 9   | 16  | 14  | 17  | 8   | 1   | 8   | 176 |
| 10                                          | Ryan Shehan         | Rit | 8   | 7   | 8   | 2   | 6   | 7   | 3   | 10  | 12  | 12  | 11  | 10  | 16  | 11  | 173 |
| 11                                          | Laurens van Hoepen  |     |     |     |     |     |     |     |     |     | 2   | 3   | 1   | 3   | 4   | 2   | 154 |
| 12                                          | Louis Foster        |     |     |     |     |     |     | 1   | 2   | 13  | Rit | 8   | 2   | 2   | 7   | 15  | 147 |
| 13                                          | Tom McLennan        | 11  | 10  | 9   | 11  | 12  | 9   | 10  | 10  | 11  | NC  | NC  | NC  | 12  | 12  | 7   | 117 |
| 14                                          | Kaleb Ngatoa        |     |     |     |     |     |     |     |     |     | 1   | 13  | 5   | 6   | 2   | 9   | 115 |
| 15                                          | Lucas Fecury        | 10  | 11  | 10  | 12  | 10  | 10  | 12  | 15  | 14  | 18  | 15  | 19  | 13  | 17  | 14  | 97  |
| 16                                          | Breanna Morris      | 12  | 12  | 11  | 13  | 11  | 11  | 11  | 16  | 12  | 17  | 16  | 18  | Rit | 14  | 12  | 85  |
| 17                                          | Adam Fitzgerald     |     |     |     |     |     |     | Rit | 12  | 8   | 4   | 6   | 16  | 11  | 11  | 17  | 81  |
| 18                                          | Brendon Leitch      |     |     |     |     |     |     |     |     |     | 6   | 4   | 14  |     |     |     | 44  |
| 19                                          | Billy Frazer        |     |     |     |     |     |     | 14  | 11  | 15  | 14  | Rit | 15  |     |     |     | 33  |
| Piloti ospiti, non idonei ad ottenere punti |                     |     |     |     |     |     |     |     |     |     |     |     |     |     |     |     |     |
| -                                           | Chris van der Drift |     |     |     |     |     |     |     |     |     | 5   | 5   | 4   |     |     |     | -   |
| Pos                                         | Piloti              | HMP | HMP | HMP | TER | TER | TER | MAN | MAN | MAN | HDM | HDM | HDM | TAU | TAU | TAU | Pts |